# Райка червона
Райка червона (Scinax ruber) — вид земноводних з роду Scinax родини Райкові.

## Опис
Загальна довжина досягає 3,1—4,2 см. Спостерігається статевий диморфізм: самиця більша за самця. За своєю будовою схожа на інших представників свого роду. Самці яскравіші за самиць. Забарвлення світло-червоно-коричневого кольору. Між очима є трикутна пляма, вершина якої спрямована уперед. Горло іноді з коричневими крапочками. Боки, пах, передні та задні сторони стегон — строкато-жовті або жовтуваті з чорним мармуровим малюнком. Кінцівки оперезані поперечними смугами темного кольору. Черево білувате.

## Спосіб життя
Полюбляє вологі місцини, різні ліси, савани, болота, плантації, садиби. Значний час проводить на деревах, де сидить головою униз. Зустрічається на висоті до 2600 м над рівнем моря. Активна вночі. Живиться дрібними безхребетними.
Розмноження відбувається протягом усього року, з піком з листопада по травень. Самець готує місця з листів над водою, куди самиця відкладає до 600 яєць. Після своєї появи пуголовки скочуються у воду, де завершують метаморфоз.

## Розповсюдження
Мешкає у Панамі, Колумбії, Еквадорі, Венесуелі, Гаяні, Суринамі, Французькій Гвіані, Тринідаді й Тобаго, Бразилії, Перу, Болівії, Парагваї.